# ミハイル・ヤロスラヴィチ

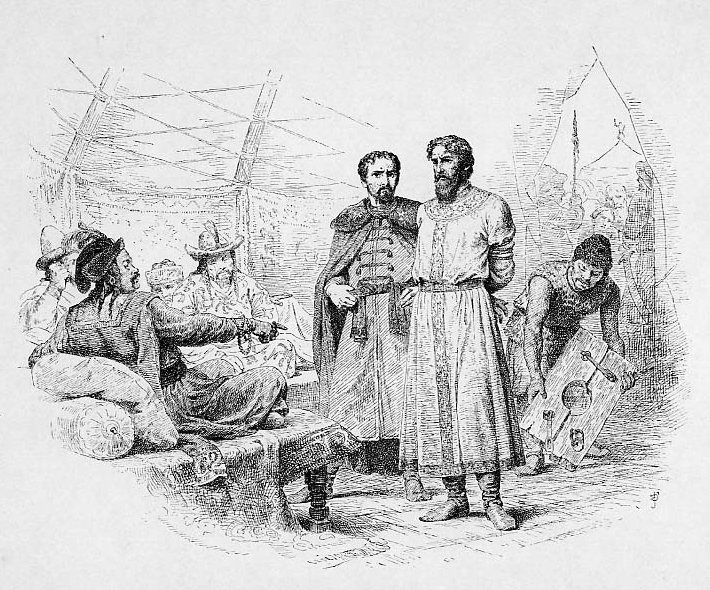
「モンゴルのハーンの前に引き出されたミハイル・ヤロスラヴィチ公」ヴァシーリー・ヴェレシチャーギン画

ミハイル・ヤロスラヴィチ（Михаил Ярославич、1271年 - 1318年11月22日）は、最初トヴェリ公（1285年 - 1318年）、従兄弟アンドレイ・アレクサンドロヴィチの死後ウラジーミル大公（在位：1304年 - 1318年）。別名トヴェリのミハイル。正教会の聖人。

## 生涯
- ヤロスラフ3世の次男として生まれる。母はノヴゴロド大貴族の娘クセニヤ・ユーリエヴナ。
- 1285年 - 兄スヴャトスラフの死後、トヴェリ公となり、トヴェリに石造教会を建築。
- 1286年 - 軍を率いてリトアニア軍を退ける。
- 1288年頃 - 当時の大公ドミトリー・アレクサンドロヴィチに恭順の意を示さなかったが故に、大公と対立。以後、ウラジーミル大公と長く対立する。
- 1293年 - サライに行き、当時のハン、トクタからトヴェリ公国のヤルルィクを受け取る。
- 1295年 - アンドレイ・アレクサンドロヴィチからの攻撃に対する共同防衛条約をノヴゴロドと締結。
- 1300年 - ドミトロフでの諸公会議に出席し、全出席者間の和解を目指した。
- 1302年 - ネヴァ川にスウェーデン軍が建てたランデスクロン要塞を破壊するために大公軍を率いて出撃する。
- 1304年 - アンドレイ・アレクサンドロヴィチの死後、ウラジーミル大公位を獲得する。「全ルーシの大公」を自称した最初の大公となる。
- 1311年 - ニジニ・ノヴゴロドに遠征する。
- 1312年 - ノヴゴロドと対立、代官を引き上げる。
- 1313年 - ジョチ・ウルスの新ハンであるウズベク・ハンの許に向かい、ヤルルィクを得る。1315年に帰国。
- 1317年 - ウズベク・ハンは、モスクワ大公ユーリー3世にウラジーミル大公の称号を与え、また援軍を送った。この年12月22日、ミハイルはユーリー軍をトヴェリから40km離れたボルテネヴォに破った。翌1318年に、この戦いについての申し開きを求められたミハイルは、ウズベク・ハンの宮廷があるサライに向かい、そのまま11月に、ユーリー3世の奸計にかかりユーリーの奴隷に刺殺された。
- 1319年9月 - ミハイルの遺骸がトヴェリに戻された。後日、ロシア正教会はミハイルを列聖し、トヴェリの守護聖人とした。

## 子女
ロストフ公ドミトリーの娘アンナを妻とし、息子4人娘1人、計5人の子を得た。
1. ドミトリー（1299年 - 1326年） - トヴェリ公、のちウラジーミル大公（在位：1322年-1326年）
2. アレクサンドル（1301年 - 1339年） - トヴェリ公、のちウラジーミル大公（在位：1322年-1326年）
3. コンスタンチン（1306年 - 1346年） - トヴェリ公
4. ヴァシーリー（? - 1368年以後） - トヴェリ公
5. フェオドーシヤ